# Luméville-en-Ornois
Luméville-en-Ornois é uma aldeia e antiga comuna do departamento de Mosa, no nordeste da França. A cidade está localizada na região administrativa de Lorena e em 1968 tinha aproximadamente cento e um habitantes.[carece de fontes?]

## Pessoas famosas
- Fernand Braudel, historiador francês do século XX, nasceu nesta cidade em 1902.[1][2]